# MC正社員
MC正社員（MCせいしゃいん）は、日本のラップMC。本名・吉田圭文。ラップイベント「戦極 MCBATTLE」を主催。音楽レーベル「戦極CAICA」を運営。

## 経歴
新潟県長岡市出身。19才の頃、埼玉県に移住した。
会社員をしながら、「戦慄MCBATTLE」のサポートをおこなっていた。「二足のわらじ」が困難になって2013年1月に勤務先を退職。イベントを収録したDVDを販売して売れるようになったものの、イベント参加者は200名程度であったという。しかし、BAZOOKA!!! 高校生RAP選手権が開催されたことを契機に参加者が増加した。
戦極MCBATTLEの他にドリーミュージック主催の22才以下の大会「U-22 MC BATTLE」や女性のみの大会の「CINDERELLA MC BATTLE」の監修、プロデュースも行っている。
2016年のインタビューでは、イベントの主催にとどまらず、ラッパーに収益を還元できる仕組みを構築中と述べている。
2017年よりZeebraとWREP内インターネットラジオ番組BATTLEFIELDをスタート。MCBATTLE情報を毎週放送している。
2018年よりハーバービジネスオンラインよりビジネスコラム「ダメリーマン成り上がり道」の連載を開始している。2021年にハーバービジネスオンラインの新規記事配信停止に伴い、日刊SPA!に移籍して連載を継続している。

## 出演

### テレビ
ヤングラップバトル 〜Bring the Beat!〜第1回(2018年9月28日）第2回(2019年8月22日）
審査員として出演

### インターネットラジオ
WREP BATTLEFIELD(2017年4月7日～2019年3月29日)